# Спутник 25
Спутник 25 (също Луна Е-6 № 2) е първият съветски опит за изстрелване на сонда към Луната, която да се превърне в първия меко кацнал на планетата апарат. Поради проблем с последната степен на ракетата-носител сондата остава на ниска орбита като изкуствен спътник.

## Полет
Стартът е успешно осъществен на 4 януари 1963 г. от космодрума Байконур в Казахска ССР с ракета-носител „Молния“. Първите три степени работят нормално и апарата е изведен до разчетната орбита.
Четвъртата степен е трябвало да се задейства след около една обиколка на Земята и да насочи сондата към Луната. Това не се случва, заради повреда и в резултат на това апарата остава в кръгова орбита около Земята с височина 151 km. След около 7 дни полет около Земята (на 11 януари), корабът навлиза и изгаря в плътните слоеве на земната атмосфера.